# Nyakavuvu
Nyakavuvu är ett vattendrag i Burundi.   Det ligger i provinsen Kayanza, i den nordvästra delen av landet, 60 km norr om huvudstaden Bujumbura.
Omgivningarna runt Nyakavuvu är en mosaik av jordbruksmark och naturlig växtlighet. Runt Nyakavuvu är det tätbefolkat, med 476 invånare per kvadratkilometer.